# جان مک‌ره‌آ (موسیقی‌دان)
جان مک‌ره‌آ (به انگلیسی: John McCrea) (زاده ۲۵ ژوئن ۱۹۶۴) خواننده و موسیقی‌دان آمریکایی است.
او عضو گروه کیک است.